# Cancer du nez
 Mise en garde médicale

Carcinome épidermoïde du nez, avec ulcération

L’expression « cancer du nez » désigne non pas un type unique de cancer, mais l’ensemble des lésions cancéreuses située sur le nez ou dans la Cavité nasale. 
Certains de ces cancers sont aussi classés parmi les cancers de la peau, cancers de la face ou les cancers des voies aérodigestives supérieures. Les cancers internes du nez sont des tumeurs rares, mais dont la fréquence semble avoir localement beaucoup augmenté depuis quelques décennies, dans tous les pays riches, dont par exemple au Canada où une étude d'« indicateurs » réalisées en 2000 et en 2002, publiée par Santé Canada a constaté « une Hausse significative du taux d'incidence du cancer du nez chez les hommes, notamment entre 1971 et 1985, où ce taux a quintuplé par rapport aux prévisions ».

## Classification
On peut classer les cancers par type de cancer, ou encore distinguer selon leur localisation (externe/interne) deux types de cancer du nez :  
- cancers externes du nez : il s'agit de cancers de la peau, localisés sur le nez peau : ex : Carcinome basocellulaire, mélanome malin, carcinome épidermoïde (= carcinome malpighien…) ;
- Cancers internes du nez : Il s'agit souvent de cancers des muqueuses, c'est-à-dire se développant à l’intérieur du nez lui-même (ex : lymphome nasal T/NK  (autrefois dénommé granulome malin centrofacial, mélanomes des muqueuses (rares dans la zone nasosinusiennes) , carcinomes, lymphomes, sarcomes, adénomes [2]ou neuroblastomes olfactifs) ; 
En fond de fosses nasales le cancer est dit cancer du nasopharynx (ou Carcinome du nasopharynx), qui représente plus de 90 % des cancers touchant cette région, c'est-à-dire la cavité post-nasale, invisible car située derrière le nez, au-dessus du niveau du voile du palais, proche du cerveau  mais qui en est séparée  par l'os de la base du crâne.Cette zone est également proche des trompes d'Eustache (qui drainent l'oreille moyenne, ouvertes dans la paroi latérale du nasopharynx)[3]. Ce cancer a la particularité d’aussi toucher les enfants et  jeunes adultes, alors que les autres types de cancers du nez, de la tête ou du cou, qui surviennent généralement chez des adultes  mûrs ou des personnes âgées. Certains types génétiques y sont plus vulnérables de même que les consommateurs de poisson salé et de légumes salés, et des personnes infectées par le virus d’Epstein-Barr (ou EBV pour « Epstein Barr Virus »). Ce cancer répond bien à la radiothérapie, surtout s’il est traité assez précocement[4].

Les cancers peuvent aussi être classé selon le type de cellules qui leur a donné naissance, ou encore en tant que cancer primaire ou  métastasique (un cancer du nez peut par exemple être une métastase d'un cancer de la thyroïde.

## Conséquences
Des tumeurs normalement bénignes comme les hémangiome caverneux peuvent néanmoins fortement gêner la respiration si elles sont situées dans la fosse nasale,. Les cancers internes du nez sont souvent des tumeurs obstructives et hémorragiques gênant la fonction respiratoire. 
Ils affectent éventuellement aussi l’odorat et le goût, voire l'audition ou la vue.

## Causes et facteurs de risque
Les cancers internes du nez (comme d’autres cancers de la sphère ORL) sont nettement plus fréquents dans certaines régions industrielles ou chez des groupes humains exposés à certains facteurs de risques. Ces facteurs de risque sont notamment : 
- le tabagisme & l’alcoolisme[8] ; on sait maintenant que l'alcool et le tabac (y compris avec le tabagisme passif), et plus encore la combinaison de ces deux produits addictifs sont les principaux facteurs de risque. Le tabac contient à lui seul plus de 19 substances cancérigènes et l’inhalation de sa fumée est le premier facteur de cancer (y compris via le tabagisme passif). Il contribue aussi à l'irritation des muqueuses. Associé à une consommation d'alcool, même modeste (et quel que soit l'alcool concerné) le risque de cancer des voies aérodigestives supérieures augmente[8]. Tous les alcools (y compris le vin rouge) sont maintenant reconnus comme cancérogènes. Ils sont particulièrement impliqué pour les cancers des VADS et plus encore lorsque associés au tabagisme[8].

- certains polluants de l’air qui sont aussi cancérigènes y prédisposent. Ainsi, après avoir constaté une fréquence accrue de ce type de cancer dans les ateliers de chromage ou chez les ouvriers utilisant ou produisant des chromates et/ou des pigments chromiques, de nombreuses études épidémiologiques ont montré que le chrome hexavalent était effectivement cancérogène (et pas uniquement pour le nez)[9]. De même pour les artisans et ouvriers inhalant de la poussière de bois[10] ou des formaldehydes dérivés du Méthanal. Selon Luce et al. 39 %  des cancers du nez et des sinus seraient souvent[11] et parfois directement d’origine professionnelle[12]. Imbernon[13] a estimé que 45 % des cancers du nez et des sinus de la face étaient attribuables à l'exposition au bois en France (soit 113 cas pour 1997)[14]. Le chlorophénol et les acides phénoxyliques chlorés sont aussi des facteurs de risque et d'aggravation du risque chez les travailleurs du bois[15]

- une origine virale est parfois en cause, notamment dans certains pays.  Le virus d'Epstein-Barr semble être le plus souvent impliqué[16],[17],[18],[19],[20],[21],[22], mais d'autres virus semblent parfois impliqués, dont par exemple le papillomavirus humain (ou HPV pour « human papillomavirus »)[23],[24],[25]

## Pronostic
En Europe, de 1983 à 1985, la survie globale à 5 ans pour le cancer du nez et des sinus de la face était environ de 35 %, avec un taux de survie variant selon la taille de la lésion au moment du diagnostic (Berrino et al, 1995) ; ex : le mélanome malin muqueux a un pronostic défavorable avec un taux de survie à cinq ans : 10 à 40 %.
Le pronostic varie beaucoup selon le type de cancer et la précocité du diagnostic, ainsi que selon le bilan évolutif locorégional qui doit être aussi complet que possible, et bien entendu selon les possibilités thérapeutiques, qui doivent être adaptées et pluridisciplinaires (chirurgie, radiothérapie, immunothérapie, hormonothérapie). Une chirurgie reconstructrice est parfois nécessaire.

## Épidémiologie
Outre certains virus, les UV solaires et le rôle bien connu du tabac et de l'alcool, des facteurs pathologiques de type toxicologiques et/ou génétique pourraient expliquer la fréquence accrue de certains cancers du nez pour quelques métiers ou zones géographiques. 
Le modèle animal est étudié pour mieux comprendre :
- la détermination du site d'origine d'une tumeur nasale[27] ;
- savoir quel est le type de tissus ou de cellules d'où dérive le cancer[27] ;
- comment progressent ces tumeurs (afin notamment de détecter et traiter la tumeur, dans la mesure du possible, dès les premières étapes du processus)[27]

## Symptômes
Les fosses nasales formant une vaste cavité, les tumeurs qui s’y développent  peuvent rester longtemps asymptomatiques (sauf pour certains cancers à croissance rapide) et les premiers symptômes semblent tout-à-fait banals et aspécifiques.  Les signes d'alerte des cancers du nez sont :
- pour les cancers externes : une plaie sur la peau
- pour les cancers internes du nez : une plaie sur la muqueuse nasale qui ne guérit pas, avec ulcération infiltrée, souvent indolore et persistante ; ou une sinusite chronique résistante à l’antibiothérapie ;
- une tuméfaction ;
- une douleur, avec ou sans gêne respiratoire et parfois avec des saignements de nez récidivants (souvent d’un même côté) et/ou perte progressive d’odorat ; un nez progressivement bouché (et le restant)…
- une augmentation de taille d'un ganglion cervical.

De façon générale, tout symptôme persistant plus de quinze jours devrait conduire à consulter.

## Diagnostic
Il passe par l’observation (examen clinique direct des formes pigmentées, et se fait de plus en plus avec l’appui de l’imagerie médicale ; imagerie par résonance magnétique, tomodensitométrie, etc. 
Il est confirmé par l'examen anatomopathologique avec l’analyse de biopsie, et l’immunohistochimie pour notamment bien diagnostiquer certaines tumeurs achromiques et peu visibles en termes de volume apparent, et pour identifier des tumeurs bénignes, indifférenciées ou neurogènes...
Il s’agit aussi de dresser un bilan précis des destructions et de bien définir la zone touchée pour le traitement (pouvant inclure une chirurgie).

### Le traitement
Il repose sur la radiothérapie et/ou la chimiothérapie et/ou la chirurgie.